# Stochov
Stochov är en stad i Tjeckien.   Den ligger i regionen Mellersta Böhmen, i den centrala delen av landet, 30 km väster om huvudstaden Prag. Stochov ligger 439 meter över havet och antalet invånare är 5 538.
Terrängen runt Stochov är platt. Runt Stochov är det ganska tätbefolkat, med 62 invånare per kvadratkilometer. Närmaste större samhälle är Kladno, 9,9 km öster om Stochov. Trakten runt Stochov består till största delen av jordbruksmark.